# Чонопля
Чонопля (серб. Чонопља) — село в Сербії, належить до общини Сомбор Західно-Бацького округу в багатоетнічному, автономному краю Воєводина.

## Населення
Населення села становить 4433 осіб (2002, перепис), з них:
- серби — 3093 — 70,95%;
- мадяри — 668 — 15,32%;
- югослави — 160 — 3,67%;
- хорвати — 129 — 2,95%;
- бунєвці — 113 — 2,59%;

Решту жителів  — з десяток різних етносів, зокрема: македонці, румуни, німці і навіть кілька русинів-українців.